# Permeabilidade do vácuo
A permeabilidade magnética do vácuo, também conhecida como constante magnética, é uma constante física simbolizada por μ0. Ela possui o valor definido como

{\displaystyle \mu _{0}\ {\overset {\underset {\mathrm {def} }{}}{=}}\ 4\pi \ \times \ 10^{-7}} N/A2 = 4π×10−7 H/m, ≈ 1,2566×10−6 H/m (ou T·m/A).

## História
A constante de permeabilidade magnética do vácuo, μ0, foi descoberta por meio de experimentos realizados pelo físico inglês James Clerk Maxwell, que é conhecido por suas contribuições fundamentais para a compreensão da natureza da eletricidade e do magnetismo.
Maxwell realizou uma série de experimentos e análises teóricas para determinar a relação entre o campo magnético e a corrente elétrica que o produz. Ele descobriu que a força magnética exercida sobre uma corrente elétrica é proporcional à corrente e inversamente proporcional à distância entre os fios que a transportam. Com base nessas observações, ele propôs uma equação matemática que descrevia a relação entre o campo magnético e a corrente elétrica, conhecida como a lei de Ampère.
No entanto, Maxwell notou que a lei de Ampère não era consistente com todas as observações experimentais. Em particular, ele descobriu que a lei de Ampère previa uma força magnética maior do que a observada em experimentos com capacitores. Para resolver essa inconsistência, Maxwell propôs que o vácuo tem uma propriedade que ele chamou de "permeabilidade magnética", que afeta a maneira como o campo magnético se propaga pelo espaço.
Com base nessa ideia, Maxwell propôs uma nova equação que incluía um termo para a permeabilidade magnética do vácuo. Ele então realizou uma série de experimentos para determinar o valor numérico dessa constante. Esses experimentos incluíram medir a força magnética entre dois fios paralelos que transportavam correntes elétricas conhecidas, variando a distância entre eles e medindo a deflexão de uma agulha magnética em resposta ao campo magnético produzido pela corrente elétrica.
Usando esses experimentos e análises teóricas, Maxwell determinou que a permeabilidade magnética do vácuo era aproximadamente igual a 4π x 10^-7 N/A^2. Esse valor é usado até hoje como a definição da constante de permeabilidade magnética do vácuo no sistema internacional de unidades (SI).